# OS/2
OS/2 es un sistema operativo de IBM que intentó suceder a DOS como sistema operativo de las computadoras personales. Se desarrolló inicialmente de manera conjunta entre Microsoft e IBM, hasta que la primera decidió seguir su camino con su Windows 3.0 e IBM se ocupó en solitario de OS/2.
Es un sistema operativo desarrollado primando la robustez, por lo que su adopción fue mucho más amplia en industria que en usuarios finales

## OS/2 1.0
La versión 1.0 apareció en 1987 y era de 16 bits, aunque trabajaba exclusivamente en el modo protegido del procesador Intel 80286. Poco después apareció la versión 1.1, la cual incorporaba la primera versión del Presentation Manager, el gestor de ventanas de OS/2, con una apariencia idéntica a la del por aquel entonces inexistente Windows 3.0. Dos versiones nuevas aparecieron poco después, la 1.2 y 1.3, también de 16 bits. Fue entonces cuando comenzaron las discusiones entre IBM y Microsoft, pues la primera quería desarrollar una versión de 32 bits para los procesadores Intel 80386 y posteriores, mientras que la segunda proponía mejorar la actual de 16 bits.

### OS/2 1.0
Fecha: 19 de diciembre de 1987

Nombre Código: CP/DOS
Características:
- Soporte de Multitarea.
- El sistema Operativo era de texto, permitía múltiples aplicaciones corriendo a la vez aunque solo podía mostrar una aplicación a la vez en la pantalla.
- Permitía una sesión de DOS.
- El tamaño máximo de discos soportado era de 32MB.
- El Sistema Operativo está diseñado para correr en equipos 80286 aunque también era capaz de correr en sistemas 80386.

### OS/2 1.10 Standard Edition (SE)
Fecha:  3 de octubre de 1988

Nombre Código: Trimarán
Mejoras en esta versión:
- Se agregó el Presentation Manager (PM), una interfaz gráfica muy similar a la del aún inexistente Windows 3.0.
- Soporte para discos duros más grandes en formato FAT. El tamaño máximo total era de 2GB realizando particiones lógicas y se agregó un sistema actualizado.

### OS/2 1.10 Extended Edition (EE)
Fecha: 1989

Nombre Código: Trimarán
Mejoras en esta versión:
- Se incluyó una base de datos relacional denominada "Database Manager"
- Se incluyó el "Communication Manager", el cual permitía sesiones con mainframes (emulation 5250 y 3270)

### OS/2 1.20 SE y EE
Fecha: noviembre de 1989

Nombre Código: Sloop
Mejoras en esta versión:
- Mejoras en el Presentation Manager
- Se incluyó el sistema de archivo "High Performance File System" (HPFS), el cual era mucho más eficiente que el FAT.
- Se incluye el lenguaje interpretado REXX como lenguaje de scripting del sistema.

### OS/2 1.30
Fecha:

## OS/2 2.0
IBM publicó OS/2 versión 2.0 en 1992. Esta versión suponía un gran avance frente a OS/2 1.3. Incorporaba un nuevo sistema de ventanas orientado a objetos llamado Workplace Shell como sustituto del Presentation Manager, un nuevo sistema de ficheros, HPFS, para reemplazar al sistema de ficheros FAT de DOS usado también en Windows y aprovechaba todas las ventajas de las capacidades de 32 bits del procesador Intel 80386. También podía ejecutar programas DOS y Windows en multitarea, ya que IBM había retenido los derechos para usar el código de DOS y Windows como resultado de la ruptura. Desgraciadamente, su estabilidad era escasa debido a los problemas que tuvo IBM para sacarla en solitario. A ésta le siguieron las versiones 2.1 y 2.11, ofreciendo esta última un nivel de estabilidad extremadamente bueno.

### OS/2 2.0
Fecha: noviembre de 1991 (versión de Pruebas - Limited Availability)

Fecha: marzo de 1992 (versión final - General Availability)

Nombre Código: Arceda
Características:

### OS/2 2.1
Fecha: mayo de 1993

Nombre Código: Borg
Mejoras en esta versión:

### OS/2 for Windows
Fecha: noviembre de 1993

Nombre Código: Ferengi
Características:

- Controladores nuevos de vídeo para tarjetas basadas en S3.

### OS/2 2.11
Fecha: febrero de 1994
Mejoras en esta versión:
- Se incluyeron parches para mejorar problemas en la versión 2.1.

### OS/2 2.11 SMP
Fecha: junio de 1994
Características:
- Soporte para Multiprocesamiento Simétrico (SMP).
- Soporte hasta 22 procesadores. Interconectado en UL

## OS/2 Warp 3
A mediados de 1994 IBM presentó OS/2 3.0, también denominado OS/2 Warp el cual se vendía en 20 disquetes de 3.5 pulgadas. Esta versión poseía capacidades multitarea, mejoró notablemente el rendimiento en máquinas con 4 MB en la memoria RAM (mínima cantidad de memoria para poder ejecutarlo) y añadió un kit de conexión a Internet, una versión reducida del protocolo TCP/IP de las versiones para servidor y computador de oficina. Esta versión fue muy publicitada en televisión, haciendo hincapié en sus ventajas sobre Windows 3.11. Fue además el primer sistema operativo que ofrecía conexión a Internet, a través de los puntos de acceso de IBM Global Network, red que fue más tarde vendida a AT&T y ahora forma parte de su área de negocios denominada AT&T Business. Poco después aparecía Warp Connect, con el protocolo completo TCP/IP y conectividad a sistemas NetBIOS.
Era un producto muy estable que se usó en varios modelos de cajero automático a nivel mundial.
Entre las múltiples ventajas sobre su contemporáneo (si bien el OS/2 estuvo a la venta mucho antes) Windows 95, estaban la multitarea expulsiva con todas las aplicaciones ya fueran DOS o Windows, de 16 o 32 bits. Windows 95 solo podía hacer esto mientras no se ejecutaran aplicaciones Win16, momento en el que la multitarea cooperativa tomaba el control. Windows 95 nunca fue capaz de hacer multitarea expulsiva con aplicaciones DOS de 16 bits.
OS/2 emulaba el Windows 3.11, por así decirlo, y el DOS. Además, cada sesión virtual de DOS podía tener su propio AUTOEXEC.BAT y CONFIG.SYS, algo impensable en un producto de Microsoft. Se podían ejecutar varias de estas sesiones, y todas corrían en la multitarea expulsiva (preemptive) del OS/2.

### Características de OS/2 Warp 3
Fecha:octubre de 1994

Nombre Código: Warp
Mejoras:
- Compatible con Windows 3.11
- Rendimiento en máquinas con 4 MB de memoria RAM.
- Incluyó el BonusPak (Paquete de software para internet y multimedia)
- Se incluyeron más controladores.
- Se mejoró la interfaz gráfica (Workplace Shell)

### Características de OS/2 Warp Connect
Fecha:mayo de 1995
Mejoras: 	
- Soporte para redes (TCP/IP) como base del Sistema Operativo.
- Acceso Remoto a Redes.
- Soporte para Internet.
- Inclusión de licencia de Lotus Notes Express

### Características de OS/2 Warp for PowerPC
Fecha: diciembre de 1995

Este producto estuvo solamente disponible para un número limitado de clientes de IBM y nunca salió al mercado de forma "masiva".
Características:
- Diseñado para la arquitectura de procesadores PowerPC
- Basa en el Microkernel MACH

### OS/2 Warp Server
Fecha: 1996
Características:
- Incluye la funcionalidad de Warp 3 con las capacidades de Red del IBM LAN Server 4.0.

Mejoras en esta versión:
- Servicios de Impresión y archivos.
- Inclusión de SystemView para OS/2.
- Acceso Remoto.
- Aplicaciones de respaldo.

## OS2 Warp versión 4
En 1996 apareció OS/2 Warp 4, que incluyó el protocolo TCP/IP completo y múltiples herramientas de internet, así como asistentes inteligentes y adecuada estética. Casi coincidiendo su aparición en el mercado con la del sistema operativo de Microsoft, Windows 95, IBM llevó a cabo desde este momento y aún mantiene una política de desapego por su propio producto que provocó las críticas de amplios sectores de la comunidad de usuarios. Fue presentada la versión para servidor llamada OS/2 Warp Server for e-business, versión 4.5 y la versión cliente OS/2 Warp 4.

### Características de OS/2 Warp versión 4
Fecha: septiembre de 1996

Nombre código (beta): Merlin
Mejoras:
- Soporte Java con el Java Runtime Environment 1.1.x
- Se agregó el VoiceType para reconocimiento de comandos por voz.

### Características de OS/2 Warp 4.51 (Convenience Pack 1)
Fecha: Noviembre de 2000
Nombre código (beta): Merlin Convenience Pack (MCP)
Mejoras:
- Se incluyeron los parches de OS/2 Warp versión 4, en forma directa desde el Instalador. Para este momento ya existían muchos parches para el Warp 4.
- Se incluyó soporte para el sistema de archivos Journal File System (JFS) junto con HPFS y FAT.
- Inclusión de controladores para USB.
- Soporte para discos duros mayores que 8 GB.
- Se incluyó el Logical Volume Manager (LVM) como reemplazo del Fdisk en la versión cliente de OS/2.

### Características de OS/2 Warp 4.52 (Convenience Pack 2)
Fecha: 17 de diciembre de 2001
En abril de 2002, IBM agregó a esta versión un parche de soporte al procesador Pentium 4.
Mejoras:
- Mejora a los controladores USB.
- Mejora en los controladores de Discos Duros.
- Incluye el IBM Web Browser para OS/2 v1.1 (basado en Mozilla)
- Controladores para UDF/DVD y mejoras en los controladores COM.
- Incluye el Java 1.1.8 y 1.3
- Mejoras en el kernel: Incluye la presencia de la combinación de teclas ALT+F4, para pausar el arranque y pedir verificación

### Características de OS/2 Warp Server for e-business (4.5)
Fecha: 1999

Nombre código (beta): Aurora
Mejoras:
- Nuevo sistema de archivos basado en Journal File System (JFS)
- Soporte para el año 2000 (Y2K)
- Soporte para el Euro.
- Incluyó el Netscape Communicator, versión 4.04.
- Soporte para discos duros mayores que 8GB.
- Incluyó el Logical Volume Manager (LVM) como reemplazo al FDisk para soporte de JFS.

### Características de OS/2 Warp Server for e-business 4.51 (Convenience Pack 1)
Fecha:
Mejoras:
- Controladores USB incluidos.

### OS/2 Warp Server for e-business 4.52 (Convenience Pack 2)
Fecha: 17 de diciembre de 2001

En abril de 2002, IBM agregó a esta versión un parche de soporte al procesador Pentium 4.
Mejoras:
- Mejora a los controladores USB.
- Incluye el IBM Web Browser para OS/2 v1.1 (basado en Mozilla)
- Controladores para UDF/DVD y mejoras en los controladores COM.
- Incluye el Java 1.1.8 y 1.3
- Inclusión en el kernel de la funcionalidad de combinación de teclas ALT+F4, para pausar el arranque y pedir verificación.

## eComStation
Serenity System International en el año 2001 realizó un acuerdo con IBM, y le fue permitido crear el sistema operativo eComStation basado en OS/2 Warp Convenience Pack. Serenity realizó una serie de cambios al sistema, agregando mejoras y más aplicaciones. Serenity Systems estableció entre sus objetivos una mayor atención a las demandas de los usuarios.
eComStation integra la última versión del producto original de IBM (los llamados Convenience Package) con otros productos que IBM distribuye separadamente por algún motivo, como controladores USB y diversos desarrollos de software, muchos de ellos de código abierto, para ofrecer al usuario un sistema actualizado, más completo y sencillo de instalar que el original. A finales de 2005 IBM retiró OS/2 del mercado.
En 2005 Serenity Systems y Mensys presentaron eComStation 1.2R con grandes mejoras respecto a las versiones anteriores y la versión beta 3 de eComStation 2.0 fue presentada en septiembre de 2006. Dispone de arranque desde particiones JFS y otras mejoras.

### eComStation 1.0
Fecha versión beta: 29 de septiembre de 2000

Fecha: 10 de julio de 2001
Características:

- Nuevo instalador del sistema operativo con facilidades de uso.

### eComStation 1.1
Fecha: 24 de mayo de 2003
Salieron a la venta varias versiones basadas en el OS/2 Convenience Pack 2.
- eComStation Entry: La base del sistema operativo.
- eComStation Application Pack: El paquete de aplicaciones extra que ofrece Serenity.
- eComStation Multi Processor Pack: Soporte hasta 16 procesadores en el Cliente.
- eComStation Server Edition: Incluye el "IBM's Warp Server for e-business" y WiseServer

Mejoras en esta versión:
- Se incluyó el eWorkPlace (basado en XWorkpalce) para mejorar el Workplace Shell.
- Facilidad en la Instalación del Sistema.
- Soporte para lectura de particiones NTFS.
- Se incluyó el eCenter, la barra de menús del sistema mejorada.
- Se incluyó el Desktop Pager para tener escritorios virtuales.
- También salió a la venta la versión para multiprocesadores (eComStation 1.1 Multi Processor Pack)

Se vende adicionalmente el "eComStation 1.1 Application Pack" el cual incluye:
- Lotus SmartSuite para OS/2 versión 1.7
- HobLink X11 server. Acceso a aplicaciones Unix desde el escritorio.
- Sti Applause + Controladores de Escáneres.

### eComStation 1.2 / 1.2R
Fecha:12 de agosto de 2004 (1.2)

Fecha:4 de noviembre de 2005 (1.2R "Media Refreshed")
Características:
Mejoras en esta versión:
- Se actualizó el navegador web basado en Mozilla 1.7
- Incluye el Innotek WebPack, con el componente con soporte para Flash 5, Java 1.4, Acrobat Reader 4.05 y Soporte para fuentes Anti-Alias.
- XWorkplace actualizado y refinado.
- Nuevo editor de Texto con una interfaz mejorada (AE)
- Actualizado el Soporte para Laptops
- Se incluyó el protector de pantalla "EscapeGL" con soporte de OpenGL.
- Se agregó el "PMVNC" para el control remoto de la estación.
- También salió a la venta una versión para más de un procesador (eComStation Multi Processor Pack)

Se incluye opcionalmente el "Application Pack 1.2" que incluye:
- Serenity Virtual Station (SVISTA) - Programa para realizar máquinas virtuales de otros sistemas operativos en OS/2.
- Lotus SmartSuite 1.7
- OpenOffice 1.1.4
- El Application Pack fue descatalogado al salir la versión 1.2R. Algunos programas del antiguo pack pueden adquirise por separado, como el OpenOffice.com 3.1 (anteriormente OpenOffice versiones 1.1.5 y 2.4).

Fue presentada la edición "Academic Edition" exclusivamente para profesores y estudiantes que incluye eComStation 1.2R y OpenOffice a menor precio que la edición estándar de eComStation.

### eComStation 2.0
Fecha Beta 1:22 de diciembre de 2005

Fecha Beta 1b:11 de enero de 2006

Fecha Beta 2:11 de abril de 2006

Fecha Beta 3: diciembre de 2006

Fecha Beta 4: 28 de febrero de 2007

Fecha Release Candidate 1: junio de 2007

Fecha Release Candidate 2: septiembre de 2007

Fecha Release Candidate 3: noviembre de 2007 (Warpstock Europe 2007 Release)

Fecha Release Candidate 4: diciembre de 2007

Fecha Release Candidate 5:julio de 2008

Fecha Release Candidate 6a:diciembre de 2008 

Fecha Release Candidate 7 "Silver": 28 de agosto de 2009 

Fecha Release 2.0: mayo del 2010

### eComStation 2.1
Fecha Release: 20 de mayo de 2011
- Soporte AHCI
- Actualizado instalador
- Actualizadas varias aplicaciones opensource: Mozilla Firefox, OpenOffice 3.2

## ArcaOS
Arca Noae, LLC licenció a IBM Warp 4 para generar una nueva versión del sistema bajo el nombre de desarrollo de "Blue Lion". Entre las novedades que esta versión tendría están:
- nuevo Kernel de procesamiento simétrico (SMP)
- Nuevo menú de inicio de booteo
- Nuevo instalador gráfico con soporte a USB e instalación vía red
- Manejadores de dispositivos nuevos o con mejoras
- Mejoras al ambiente de la WPS
- Actualización al soporte de impresoras vía CUPS
- Actualización al PostScript printer driver pack
- Soporte a lenguajes distintos del inglés.
- El nombre final fue cambiado a ArcaOS y se inició en la versión 5.0, lanzada en 2016[6]

### Características de ArcaOS versión 5.0
Fecha: 3Q 2016
Nombre código (beta): Blue Lion
Entre las diferencias que hubo con respecto a eComStation o a Warp 4 se encuentra el tipo de versiones con la que fue lanzado, una versión comercial y otra personal, siendo los costos de $99 USD para la personal y de 229 para la comercial.
Han existido versiones de mantenimiento menores que son:
| Release | Fecha      | Cambios                                                         |
| ------- | ---------- | --------------------------------------------------------------- |
| 5.0     | 2017-05-15 | Primera versión de ArcaOS                                       |
| 5.0.1   | 2017-07-09 | Actualización de manejadores y del instalador                   |
| 5.0.2   | 2018-02-10 | Booteo del instalador desde USB                                 |
| 5.0.3   | 2018-08-19 | Actualizaciones a los drivers y software incorporado            |
| 5.0.4   | 2019-07-21 | Se facilita la actualización de ArcaOS sin tener que reinstalar |
| 5.0.5   | 2020-06-06 | Soporte a USB 3.0/xHCI                                          |
| 5.0.6   | 2020-08-31 | Mejoras al instalador                                           |

### Características de ArcaOS versión 5.1
Fecha: 27 de agosto de 2023.